# Amblyomma testudinarium
Amblyomma testudinarium es una especie de garrapata dura del género Amblyomma, subfamilia Amblyomminae. Fue descrita científicamente por Koch en 1844.
Se distribuye por Indonesia, India, Japón, Tailandia y Vietnam.

## Sucesos
En 2010, una mujer coreana de 74 años fue atacada por la garrapata, que es el primer caso humano de picadura de Amblyomma en Corea. También se registraron más mordeduras humanas en Japón. Aparte de los humanos, es un ectoparásito común de las serpientes. El Virus SFTS se detectó en la larva de la garrapata. En 1993, Rickettsia cepa AT-1T se aisló de las garrapatas de Japón.